# Габор Талмачі
Га́бор Талма́чі (угор. Talmácsi Gábor; 28 травня 1981, Будапешт, Угорщина) — угорський мотогонщик, колишній учасник чемпіонату світу шосейно-кільцевих мотогонок MotoGP. Чемпіон світу у класі 125сс (2007). Перший угорець, який виграв чемпіонат світу з шосейно-кільцевих мотогонок.

## Біографія

### Дитинство
У дитинстві Габор займався боксом, хоча і їздив з чотирьох років на мінібайку, зробленому його батьком.

### Початок кар'єри
Після успішного сезону в Угорщині і чемпіонату Європи, Талмачі провів перший повний сезон у чемпіонаті світу в 2001 році, з командою «Racing Service», на мотоциклі Honda. У цьому році він набрав 34 очки, що принесло йому місце в наступному році у складі команди «Italjet». Його результати реально не покращились, і протягом сезону Габор перейшов до команди «PEV ADAC Sachsen», де міг їздити на Honda знову. Зміна команди спрацювала, і в Бразилії Талмачі здобув свій найкращий результат — четверте місце.
У 2003 році він підписав контракт з командою-чемпіоном світу «Exalt Cycle Aprilia», але не досяг значних успіхів; інколи здавалося, що він не отримував у команді такий же мотоцикл, як його німецький напарник Стів Єнкнер. Габор хотів бути головним пілотом команди, тому він вирішив приєднатися до заводської команди Malaguti наступного сезону. Тим не менш, мотоцикл не був конкурентоспроможним на всіх етапах, і його найкращим фінішем було 7-е місце в Португалії. Незважаючи на це, його результати і досі привертали увагу таких команд, як Derbi, Gilera, Honda і KTM.

### Сезон 2005
Перехід в 2005 році до команди «Red Bull KTM» дозволи здійснити Габору справжній прорив, здобувши свою першу перемогу у Муджелло. В сезоні було ще дві перемоги: в Ассені і Катарі — остання стала сумно-відомою за його обгін на останньому колі Калліо. За чотири гонки до закінчення чемпіонату фін мав реальні шанси перемогти Томаса Люті в боротьбі за титул чемпіона, Габор же мав тільки математичні шанси, тому команда попросила його допомогти своєму напарнику здобути більше очок. Але після того, як пропускаючи Калліо під час всієї гонки, на фініші Талмачі все ж таки його обігнав. На прес-конференції після гонки угорець пояснював, що він думав, що вони все ще повинні проїхати до фінішу одне коло. Для Талмачі ще до гонки був готовий контракт на наступний сезон, але після цього пропозицію було відкликано, а місце Габора зайняв Мануель Поджиалі та Хіросі Аояма. Рішення, можливо, було натхненне тим, що Калліо програв Люті у чемпіонській битві лише п'ять очок — різниця, яка розділяє першого і другого гонщика на етапі. Габор закінчив сезон на третьому місці в турнірній таблиці.

### Сезон 2006
У сезоні 2006 року Габор Талмачі прийняв пропозицію команди «Humangest Racing Team», яка комплектувалася заводськими мотоциклами Honda. Але японський виробник майже не займався розвитком своїх мотоциклів на новий сезон, тому у Aprilia була величезна перевага, яку можна спостерігати в підсумках сезону. Альваро Баутіста став чемпіоном світу з великим відривом від конкурентів, його єдиним реальним суперником був Калліо на KTM. Найкращим результатом Талмачі було третє місце в Брно, на своєму «домашньому» Гран-Прі, але це було все, що Габор міг «витиснути» з мотоцикла.

### Сезон 2007: Перемога у Чемпіонаті світу

#### Перед сезоном
Ще до закінчення кінця сезону 2006 року, Талмачі отримав пропозицію від команди Хорхе "Аспара" Мартінеса стати членом його команди в 2007 році. Команда «Team Aspar», стала найкращою командою в класі 125 сс у 2007 році: її пілоти стали чемпіоном та віце-чемпіоном світу, команда перемогла у чемпіонаті виробників.
Талмачі виступав на мотоциклі Aprilia з раніше розробленим двигуном, так званим RSW, в той час як його іспанські партнери по команді Гектор Фаубель і Серхіо Гадеа використовував новий двигун RSA, який виявився трохи швидшим, але менш надійним, ніж його старіший варіант.

#### Сезон

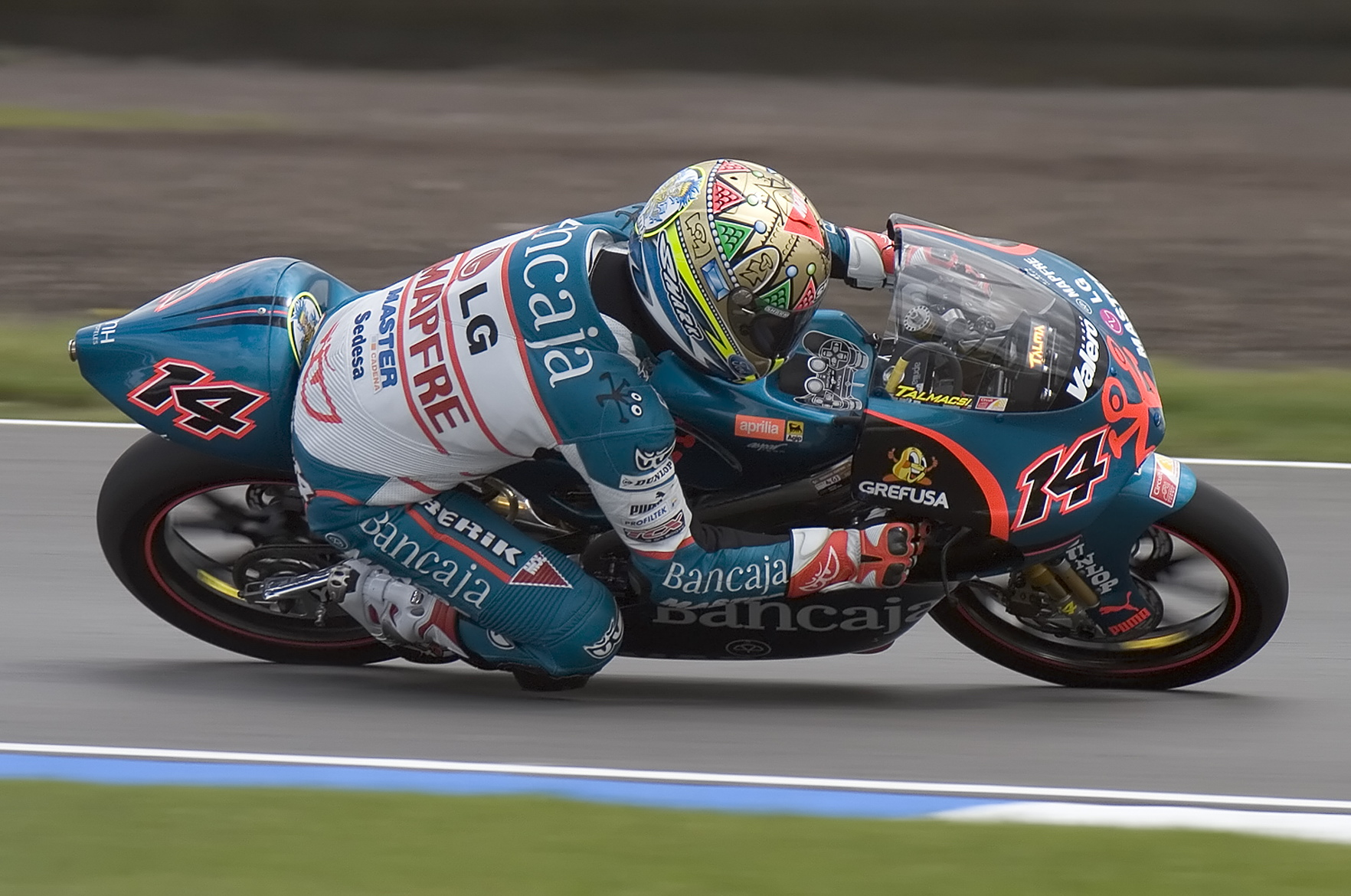
Габор Талмачі під час кваліфікації, Донінгтон Парк, 2007 рік

Сезон почався дуже позитивно для Талмачі. Після дуже успішного періоду тестування, він почав з другого місця в гонці-відкриття: Гран-Прі Катару, після чого виграв іспанський Гран-Прі у Хересі, обігнавши Лукаша Пешека з Derbi до фінішу. Третю гонку, яка відбулася в Стамбулі, Габор закінчив п'ятим після невеликого інциденту з Рафаеле де Роса, але все одно збільшив своє лідерство в чемпіонаті світу, оскільки його супротивники закінчили гонку позаду нього. На його 100-му Гран-Прі в кар'єрі у Шанхаї, Китай, у нього були деякі невеликі технічні проблеми з мотоциклом, завдяки чому Талмачі не зміг досягти подіуму, фінішувавши четвертим. Це коштувало йому втратити лідерства в чемпіонаті, яке перехопив Лукаш Пешек, що виграв свою першу гонку. У наступних двох гонках Габор не міг дістатися до подіуму і приїжджав знову на четвертому місці. На Гран-Прі Каталонії у Каталуньї два його головних конкуренти на той момент, Фаубель та Пешек, врізалися один в одного, тоді як Талмачі приїхав другим, повернувши таким чином собі лідерство у чемпіонаті. Тим не менш, на наступному Гран-Прі в Донінгтон Парку, Велика Британія, він не зміг закінчити гонку через проблеми з двигуном. У Ассені він приїхав третім позаду Фаубеля.
Гран-Прі Німеччини в Заксенрингу було гонкою Талмачі: він виграв гонку, поул-позишн, здобув швидке коло гонки та домінував впродовж всього Гран-прі. На своєму «домашньому» Гран-Прі в Брно, Чехія, (тут було близько 30 тисяч вболівальників з Угорщини) Талмачі стартував з поул-позишн, проте в гонці він не міг їхати так швидко, як очікувалося, і в жорсткій боротьбі наприкінці гонки досяг лише четвертого місця, в той час як Фаубель здобув перемогу. Гран-Прі Сан-Марино в Мізано була досить драматичною. На передостанньому колі гонки Сімоне Корсі, Ектор Фаубель і Габор Талмачі боролися за друге місце (першим їхав Маттіа Пасіні). Корсі і Фаубель потрапили в аварію, а Талмачі зміг продовжувати гонку і фінішував на другому місці, знову повернувши собі лідерство у чемпіонаті, обійшовши Фаубеля, який приїхав 17-м.
Португальське Гран-Прі виграв Фаубель, обігнавши Талмачі після останнього повороту. Гран-Прі Японії виграв Пасіні, Талмачі був другим, Фаубель — третім. На Гран-Прі Австралії Габор зайняв 8-е місце через проблеми з пошуком правильних налаштувань нової підвіски. Після гонки Талмачі мав перевагу у загальному заліку в одне очко перед Фаубелем, який тут фінішував третім.
У Сепангу, Малайзія, на передостанній гонці сезону, Фаубель стартував з поул-позишн, Талмачі — з другого місця. Тим не менш, в гонці Габор лідирував з кінця першого кола до кінця гонки зі значною перевагою в порівнянні з іншими гонщиками. Фаубель закінчив третім після японського гонщика KTM, Томойоші Коями. Перед останнім Гран-Прі сезону у Валенсії, Талмачі мав 10-очкову перевагу над Ектором Фаубелем. У гонці Габор стартував з поула, і хоча до фінішу пропустив Фаубеля, тим не менше став чемпіоном світу 2007; першим чемпіоном світу з Угорщини та центрально-східної Європи. Вечірка в Будапешті, на якій Габор святкував свій успіх, була названа «Talmageddon». У 2007 році Талмачі в Угорщині став Спортсменом року за його досягнення.

### Сезони 2008-2009
У 2008 році Талмачі підписав дворічний контракт з командою «Team Aspar» на виступи у класі 125cc на мотоциклі Aprilia RSA, і разом з нею перейшов до класу 250cc у 2009 році. Сезон 2008 почався погано, але завдяки покращенню результатів до кінця сезону, піднявся на третє місце в чемпіонаті — незважаючи на травму зап'ястя в Індіанаполісі. Всього у сезоні виграв 3 гонки і завоював 9 подіумів.
Сезон 2009 року Габор Талмачі розпочав у класі 250cc з командою «Balatonring Team», але залишив її після трьох гонок через ряд конфліктів, зокрема за права на зображення спортсмена у рідній Угорщині. Посприяло цьому також і скасування Гран-Прі Угорщини, де команда сподівалась отримати підтримку публіки та спонсорів. Отримавши підтримку угорської нафтової компанії MOL Group, Талмачі перейшов в команду «Scot Racing Team», яка виступала у класі MotoGP, стартувавши з нею на шостому етапі в Каталуньї. Спочатку він приєднався до команди як напарник Юкі Такахасі, але з гонки у Лагуна Сека, Талмачі був єдиним гонщиком команди. Він здобув своє перше очко на Гран-Прі Німеччини. В Донінгтон Парку фінішував на 12 місці попереду таких відомих гонщиків, як Кріс Вермален, Кейсі Стоунер та Нікі Хейден.

### Сезон 2010: завершення виступів у MotoGP
Попередній сезон, проведений у класі MotoGP, Талмачі завершив на 17 місці, продемонструвавши найгірший результат серед регулярних гонщиків. Це призвело до того, що він не зміг знайти собі команду для виступів у класі MotoGP на наступний сезон. 2010 рік угорець розпочав у класі Moto2 з командою «Fimmco Speed Up». Найвищим результатом стало 3-тє місце на Гран-Прі Арагону.

### Перехід у WSSP
На сезон 2011 року Габор планував продовжити свою участь у серії з «Fimmco Speed Up», проте в листопаді стало відомо, що головний спонсор команди «Jack & Jones» відомого голлівудського актора Антоніо БандерасА  відмовився від її фінансування. Внаслідок цього Талма залишився без команди.
Він вирішив спробувати свої сили у авторалі. Весь 2011 рік Габор присвятив підготовці до участі у нових змаганнях, виступивши у 2012-му у Szilveszter Rally, Orfu Rally Sprint, Tatabanya RTE, Bukfurdo Rally та Mecsek Rally.
У травні 2012 року, в розпал сезону, Талмачі отримав запрошення та приєднався до чеської команди «ProRace» для участі в її складі у чемпіонаті світу WSSP. Він отримав у своє розпорядження мотоцикл Honda CBR600RR. У всіх гонках, в яких угорець брав участь, він фінішував в очковій зоні, що дозволило зайняти в загальному заліку 13-е місце.
Він продовжив співпрацю з командою і в наступному сезоні, ставши її єдиним гонщиком. Цей рік видався невдалим для угорця. Вже на дебютному етапів він зазнав аварії, в якій травмував голову. У шостій гонці сезону в Португалії двигун його мотоцикла вибухнув, а один з його уламків зламав Талмі гомілку. Ця аварія означала для угорця закінчення сезону: на зламаній нозі Габор переніс 5 операцій.

### Після завершення кар'єри
Гонка в Португалії стала останньою для Талмачі як гонщика. Проте любов до мотогонок вплинула на подальше життя угорця — після завершення активних виступів він заснував власну команду «Talmacsi Racing», яка бере участь у європейській серії Суперсток 600 та чемпіонаті Італії.

## Статистика кар'єри

### MotoGP

#### В розрізі сезонів
| Сезон  | Клас   | Команда               | Мотоцикл | Гонки | Пер | Под | ПП | НК | Очки | Місце |
| ------ | ------ | --------------------- | -------- | ----- | --- | --- | -- | -- | ---- | ----- |
| 2000   | 125cc  | Honda                 | Honda    | 1     | 0   | 0   | 0  | 0  | 0    | —     |
| 2001   | 125cc  | Racing Service Honda  | Honda    | 16    | 0   | 0   | 0  | 0  | 34   | 18    |
| 2002   | 125cc  | PEV Moto ADAC Sachsen | Honda    | 15    | 0   | 0   | 0  | 0  | 20   | 22    |
| 2003   | 125cc  | Exalt Cycle Red Devil | Aprilia  | 16    | 0   | 0   | 0  | 0  | 70   | 14    |
| 2004   | 125cc  | Semprucci Malaguti    | Malaguti | 16    | 0   | 0   | 0  | 0  | 43   | 17    |
| 2005   | 125cc  | Red Bull KTM GP125    | KTM      | 16    | 3   | 5   | 1  | 1  | 198  | 3     |
| 2006   | 125cc  | Humangest Racing Team | Honda    | 16    | 0   | 1   | 0  | 0  | 119  | 7     |
| 2007   | 125cc  | Bancaja Aspar         | Aprilia  | 17    | 3   | 10  | 5  | 6  | 282  | 1     |
| 2008   | 125cc  | Bancaja Aspar Team    | Aprilia  | 17    | 3   | 9   | 4  | 2  | 206  | 3     |
| 2009   | 250 сс | Balatonring Team      | Aprilia  | 3     | 0   | 0   | 0  | 0  | 28   | 18    |
| 2009   | MotoGP | Scot Racing Team      | Honda    | 12    | 0   | 0   | 0  | 0  | 19   | 17    |
| 2010   | Moto2  | Fimmco Speed Up       | Speed Up | 17    | 0   | 1   | 1  | 0  | 109  | 6     |
| Всього | Всього | Всього                | Всього   | 162   | 9   | 26  | 11 | 9  | 1128 |       |

## Цікаві факти
- Улюблений номер Талмачі — 14. Проте йому довелось двічі міняти його при переході у інші класи: у 2009 році при переході у клас 250сс він обрав номер 28, оскільки йому було на той момент 28 років та як подвійне значення числа 14;[5] та при переході у клас MotoGP — угорець обрав номер 41, помінявши цифри у номері 14 місцями, оскільки його номер був зайнятий Ренді де Пуньє.[6]